# كارين سوتو
كارين سوتو (بالإسبانية: Karen Soto)‏ هي عارضة فنزويلية، ولدت في 26 مايو 1992 في ماراكايبو في فنزويلا.